# Дыждовник
Дыждовник (болг. Дъждовник) — село в Болгарии. Находится в Кырджалийской области, входит в общину Крумовград. Население составляет 62 человека.

## Политическая ситуация
В местном кметстве Дыждовник, в состав которого входит Дыждовник, должность кмета (старосты) исполняет Рами Мустафа Азис (Движение за права и свободы (ДПС)) по результатам выборов.
Кмет (мэр) общины Крумовград — Себихан Керим Мехмед (Движение за права и свободы (ДПС)) по результатам выборов.